# Michael Granger
Michael Granger (ur. 17 marca 1991) – amerykański lekkoatleta specjalizujący się w biegach sprinterskich.
W 2010 roku zajął 4. miejsce w biegu na 100 metrów, a wraz z kolegami z reprezentacji wywalczył złoto w biegu rozstawnym 4 x 100 metrów podczas mistrzostw świata juniorów w Moncton. Medalista mistrzostw USA w kategorii juniorów a także mistrzostw NCAA. 

## Osiągnięcia
| Rok  | Impreza                     | Miejsce | Konkurencja        | Lokata     | Wynik |
| ---- | --------------------------- | ------- | ------------------ | ---------- | ----- |
| 2010 | Mistrzostwa świata juniorów | Moncton | bieg na 100 m      | 4. miejsce | 10,32 |
| 2010 | Mistrzostwa świata juniorów | Moncton | sztafeta 4 x 100 m | 1. miejsce | 38,93 |

## Rekordy życiowe
- bieg na 100 m – 10,17 (14 kwietnia 2012, Oxford) / 10,16w (15 maja 2011, Athens)
- bieg na 60 m (hala) – 6,55 (12 marca 2011, College Station)